# Mordellistena zavattarii
Mordellistena zavattarii es una especie de coleóptero de la familia Mordellidae.

## Distribución geográfica
Habita en Etiopía.